# Virgulopsoides
Virgulopsoides es un género de foraminífero bentónico de la familia Stainforthiidae, de la superfamilia Turrilinoidea, del suborden Buliminina y del orden Buliminida. Su especie tipo es Virgulopsoides razaensis. Su rango cronoestratigráfico abarca el Holoceno.

## Discusión
Clasificaciones previas incluían Virgulopsoides en el suborden Rotaliina del orden Rotaliida.

## Clasificación
Virgulopsoides incluye a la siguiente especie:
- Virgulopsoides razaensis